# Morti nel 1729
| Questa pagina contiene informazioni ricavate automaticamente dalle voci biografiche con l'ausilio del template Bio e di un bot. L'aggiornamento è periodico e automatico e ricostruisce completamente la pagina. Se manca una persona in questa lista, sei pregato di non aggiungerla, ma accertati piuttosto che la sua voce biografica contenga il template Bio e che i dati anagrafici siano correttamente compilati. Se il template Bio manca, inseriscilo tu stesso o, in alternativa, metti l'avviso {{tmp\|Bio}} che ne segnala la mancanza. Se i dati riportati sono sbagliati, correggi direttamente la voce biografica; le modifiche saranno visibili in questa lista entro pochi giorni. Per chiarimenti vedi il progetto biografie. La lista contiene solo le 100 persone che sono citate nell'enciclopedia e per le quali è stato implementato correttamente il template Bio. Pagina aggiornata al 10 giu 2025. |

## Gennaio(13)
- 11 gennaio - Tommaso da Cori, presbitero italiano (n. 1655)
- 13 gennaio - Bernardino Guinigi, arcivescovo cattolico e diplomatico italiano (n. 1663)
- 14 gennaio - Bartolomeo Bimbi, pittore italiano (n. 1648)
- 14 gennaio - David Carnegie, IV conte di Northesk, nobile scozzese (n. 1675)
- 14 gennaio - Giovanni Guglielmo di Sassonia-Eisenach, duca (n. 1666)
- 18 gennaio - Christoph Bernhard Francke, ufficiale e pittore tedesco
- 19 gennaio - William Congreve, drammaturgo inglese (n. 1670)
- 19 gennaio - Lorenzo Cozza, cardinale italiano (n. 1654)
- 20 gennaio - Thomas Edlinger II, liutaio tedesco (n. 1662)
- 20 gennaio - Raimondo Rubí, vescovo cattolico spagnolo (n. 1665)
- 30 gennaio - Giovanni Battista Salerni, cardinale italiano (n. 1671)
- 30 gennaio - Franz Lothar von Schönborn, arcivescovo cattolico tedesco (n. 1655)
- 31 gennaio - Jacob Roggeveen, navigatore olandese (n. 1659)

## Febbraio(7)
- 2 febbraio - Pietro Baratta, scultore italiano (n. 1668)
- 5 febbraio - Sébastien Truchet, matematico, ingegnere e religioso francese (n. 1657)
- 17 febbraio - Giovanni Ernesto di Sassonia-Coburgo-Saalfeld, duca (n. 1658)
- 18 febbraio - Alexander Montgomerie, IX conte di Eglinton, nobile scozzese (n. 1660)
- 22 febbraio - Francisco Maria Píccolo, religioso, presbitero e missionario italiano (n. 1654)
- 24 febbraio - Ernesto Luigi II di Sassonia-Meiningen, duca tedesco (n. 1709)
- 28 febbraio - Giacomo Parravicino, pittore italiano (n. 1660)

## Marzo(10)
- 2 marzo - Francesco Bianchini, astronomo e storico italiano (n. 1662)
- 5 marzo - Franz Caspar Schnitger, organaro tedesco (n. 1693)
- 10 marzo - Anastasija Petrovna Prozorovskaja, nobildonna russa (n. 1665)
- 14 marzo - Miguel Francisco Guerra, presbitero e politico spagnolo (n. 1657)
- 15 marzo - Elisabetta Eleonora di Brunswick-Wolfenbüttel, duchessa (n. 1658)
- 18 marzo - Michael Bernhard Valentini, medico tedesco (n. 1657)
- 21 marzo - John Law, economista scozzese (n. 1671)
- 25 marzo - Christoph Franz von Hutten, vescovo cattolico tedesco (n. 1673)
- 27 marzo - Leopoldo di Lorena, duca francese (n. 1679)
- 28 marzo - Laurenz Tanner, politico svizzero (n. 1668)

## Aprile(6)
- 1º aprile - Giovanni Ruggeri, architetto italiano (n. 1665)
- 12 aprile - Louis Pécour, danzatore e coreografo francese (n. 1653)
- 14 aprile - Daniele Girolamo Dolfin, politico e militare italiano (n. 1656)
- 15 aprile - Maria Anna di Oettingen-Spielberg, principessa (n. 1693)
- 16 aprile - Antonio Ferrante Gonzaga, nobile italiano (n. 1687)
- 20 aprile - Gioacchino Francesco Caprini, vescovo cattolico italiano (n. 1663)

## Maggio(6)
- 2 maggio - Jean Devaux, medico e chirurgo francese (n. 1649)
- 4 maggio - Louis-Antoine de Noailles, cardinale e arcivescovo cattolico francese (n. 1651)
- 17 maggio - Samuel Clarke, filosofo inglese (n. 1675)
- 17 maggio - Anton Maria Salvini, grecista italiano (n. 1653)
- 22 maggio - Marcantonio III Borghese, III principe di Sulmona, nobile italiano (n. 1660)
- 31 maggio - Gregorio Sellari, cardinale e teologo italiano (n. 1654)

## Giugno(7)
- 4 giugno - William Cavendish, II duca di Devonshire, nobile e politico inglese (n. 1672)
- 7 giugno - Charles-Albert II Le Moyne de Longueil, militare e politico francese (n. 1656)
- 11 giugno - José Gasch, religioso e arcivescovo cattolico spagnolo (n. 1653)
- 25 giugno - Peregrine Osborne, II duca di Leeds, politico e ufficiale inglese (n. 1659)
- 27 giugno - Élisabeth Jacquet de La Guerre, compositrice e clavicembalista francese (n. 1666)
- 29 giugno - Edward Taylor, poeta, teologo e medico statunitense (n. 1645)
- 30 giugno - Jean Meslier, filosofo e presbitero francese (n. 1664)

## Luglio(5)
- 9 luglio - Elisabetta Lazzarini, pittrice italiana (n. 1662)
- 16 luglio - Johann David Heinichen, compositore tedesco (n. 1683)
- 18 luglio - Carlo di Danimarca, principe danese (n. 1680)
- 18 luglio - Giuseppe Carlo del Palatinato-Sulzbach, nobile tedesco (n. 1694)
- 31 luglio - Nicola Francesco Haym, compositore, violoncellista e librettista italiano (n. 1678)

## Agosto(6)
- 5 agosto - Thomas Newcomen, inventore inglese (n. 1663)
- 5 agosto - Anselmo de la Peña, vescovo cattolico spagnolo (n. 1645)
- 15 agosto - Benjamin Neukirch, letterato, poeta e avvocato tedesco (n. 1665)
- 22 agosto - Torii Kiyonobu I, pittore giapponese (n. 1664)
- 27 agosto - Cesare Michelangelo d'Avalos, militare e politico italiano (n. 1667)
- 31 agosto - Jacob Frese, poeta finlandese (n. 1690)

## Settembre(6)
- 1º settembre - Richard Steele, scrittore, saggista e politico britannico (n. 1671)
- 3 settembre - Jean Hardouin, gesuita, filologo e antiquario francese (n. 1646)
- 15 settembre - Robert Spencer, IV conte di Sunderland, nobile britannico (n. 1701)
- 22 settembre - Daniele III Giovanni Dolfin, politico, ambasciatore e nobile italiano (n. 1654)
- 23 settembre - Pietro Cappello, politico e diplomatico italiano (n. 1676)
- 24 settembre - Tommaso Giusti, pittore e architetto italiano (n. 1644)

## Ottobre(4)
- 2 ottobre - Serafina Brunelli, monaca cristiana italiana (n. 1659)
- 14 ottobre - Armande Félice de La Porte Mazarin, nobildonna francese (n. 1691)
- 18 ottobre - Nicolas Ravot d'Ombreval, politico e magistrato francese (n. 1680)
- 20 ottobre - Edward Montagu, III conte di Sandwich, nobile inglese (n. 1670)

## Novembre(5)
- 2 novembre - Aleksandr Danilovič Menšikov, generale russo (n. 1672)
- 12 novembre - Filippo Ernesto di Schleswig-Holstein-Sonderburg-Glücksburg, duca (n. 1673)
- 16 novembre - Alessandro Specchi, architetto e incisore italiano (n. 1666)
- 19 novembre - Johann Franz Budde, teologo tedesco (n. 1667)
- 22 novembre - Pieter Bustijn, compositore e organista olandese

## Dicembre(8)
- 1º dicembre - Pietro Secondo Radicati di Cocconato e Celle, vescovo cattolico e nobile italiano (n. 1671)
- 9 dicembre - Nicolaus Hieronymus Gundling, giurista e filosofo tedesco (n. 1671)
- 13 dicembre - Anthony Collins, filosofo inglese (n. 1676)
- 22 dicembre - Michel Baron, attore teatrale e drammaturgo francese (n. 1653)
- 24 dicembre - Marcantonio Franceschini, pittore italiano (n. 1648)
- 25 dicembre - Cristiana Carlotta di Württemberg-Winnental, principessa tedesca (n. 1694)
- 27 dicembre - Olimpia Giustiniani, nobildonna (n. 1641)
- 28 dicembre - Emanuele Tommaso di Savoia-Soissons, nobile (n. 1687)

## Senza giorno specificato(17)
- Attilio Ariosti, compositore, cantante e organista italiano (n. 1666)
- Tommaso Bezzi, scenografo, pittore e architetto italiano
- Colen Campbell, architetto e scultore scozzese (n. 1676)
- Marthe-Marguerite Caylus, scrittrice francese (n. 1672)
- Francesco Chiusuri, pittore italiano
- Angelo Costantini, attore teatrale e scrittore italiano (n. 1655)
- Ambrogio Imperiale, doge (n. 1649)
- Matthias Kramer, linguista, lessicografo e grammatico tedesco (n. 1640)
- Giacomo Filippo Maraldi, astronomo italiano (n. 1665)
- Pietro Marchitelli, violinista italiano (n. 1643)
- Miguel Núñez de Sanabria, generale spagnolo
- Radu Popescu, storico rumeno (n. 1655)
- Carlo Preda, pittore italiano
- Fabio Sebastiano Santoro, presbitero e musicista italiano (n. 1669)
- Henry Sully, orologiaio inglese (n. 1680)
- Pëtr Andreevič Tolstoj, politico russo (n. 1645)
- Honoré Tournély, teologo francese (n. 1658)